# Peramivir
Peramivir (tên thương mại Rapivab) là một loại thuốc kháng vi-rút được phát triển bởi Công ty Dược phẩm BioCryst để điều trị cúm. Peramivir là một chất ức chế neuraminidase, hoạt động như một chất ức chế tương tự trạng thái chuyển tiếp của cúm neuraminidase và do đó ngăn chặn các virus mới xuất hiện từ các tế bào bị nhiễm bệnh. Thuốc được phê duyệt để tiêm tĩnh mạch.
Vào tháng 10 năm 2009, Cơ quan Quản lý Thực phẩm và Dược phẩm Hoa Kỳ (FDA) đã cấp giấy phép sử dụng khẩn cấp (EUA) cho việc sử dụng peramivir dựa trên dữ liệu an toàn từ giai đoạn I, giai đoạn II và dữ liệu thử nghiệm giai đoạn III hạn chế. Ủy quyền sử dụng khẩn cấp cho peramivir đã hết hạn vào tháng 6 năm 2010  Vào ngày 19 tháng 12 năm 2014, FDA đã phê duyệt peramivir để điều trị nhiễm cúm ở người lớn.
Peramivir cũng đã được chấp thuận ở Nhật Bản và Hàn Quốc và có sẵn ở Nhật Bản với tên Rapiacta và ở Hàn Quốc với tên Peramiflu. Kể từ năm 2015, đây là lựa chọn tiêm tĩnh mạch duy nhất để điều trị cúm lợn.

## Lịch sử
Một nghiên cứu peramivir giai đoạn II tiêm bắp (IM) cho bệnh cúm theo mùa 2008-2009 không tìm thấy tác dụng nào trong việc cải thiện thời gian trung bình để giảm các triệu chứng ở những đối tượng bị nhiễm cúm cấp tính, không biến chứng so với giả dược.
Vào tháng 10 năm 2009, đã có báo cáo rằng thuốc kháng vi-rút thử nghiệm peramivir có hiệu quả "cứu sống" trong điều trị tiêm tĩnh mạch 8 trường hợp cúm lợn nghiêm trọng. Vào ngày 23 tháng 10, Cơ quan Quản lý Thực phẩm và Dược phẩm Hoa Kỳ (FDA) đã ban hành Cấp phép Sử dụng Khẩn cấp cho peramivir, cho phép sử dụng thuốc ở dạng tiêm tĩnh mạch cho bệnh nhân nhập viện chỉ trong trường hợp các phương pháp điều trị có sẵn khác không hiệu quả hoặc không có sẵn; chẳng hạn, kháng oseltamivir phát triển và một người không thể dùng zanamivir qua đường hô hấp. Chính phủ Hoa Kỳ (Bộ Y tế và Dịch vụ Nhân sinh) đã trao cho Dược phẩm BioCstall hơn 77 triệu đô la để hoàn thành giai đoạn phát triển lâm sàng giai đoạn III của peramivir. Năm 2009, Bộ Y tế và Dịch vụ Nhân sinh đã trao khoảng 180 triệu đô la cho chương trình này. Biocstall cũng đã tặng 1200 khóa điều trị cho Bộ Y tế và Dịch vụ Nhân sinh Hoa Kỳ. Ủy quyền sử dụng khẩn cấp đã hết hạn vào ngày 23 tháng 6 năm 2010. Vào năm 2011, một thử nghiệm pha III cho thấy thời gian trung bình của các triệu chứng cúm là giống nhau với 1 lần tiêm peramivir tiêm tĩnh mạch so với 5 ngày uống oseltamivir đối với những người nhiễm virut cúm theo mùa.
Vào năm 2012, BioCstall đã báo cáo rằng họ nên dừng đăng ký nghiên cứu về peramivir tiêm tĩnh mạch ở những người có khả năng bị đe dọa đến tính mạng sau khi phân tích tạm thời khiến các giám sát viên thử nghiệm kết luận rằng sẽ tiếp tục vô ích và thử nghiệm nên chấm dứt. Sự khác biệt giữa peramivir và nhóm đối chứng (oseltamivir đường uống) đối với điểm cuối chính, lâm sàng hoặc virus học, là nhỏ. Vào năm 2013, Cơ quan nghiên cứu và phát triển nâng cao y sinh (BARDA/HHS) đã phát hành tài trợ mới theo hợp đồng trị giá $ 233,8 triệu hiện tại để cho phép hoàn thành hồ sơ nộp đơn thuốc mới cho peramivir tiêm tĩnh mạch (IV).
Theo một báo cáo nghiên cứu được công bố vào tháng 6 năm 2011, một biến thể mới của cúm lợn đã xuất hiện ở châu Á với sự thích nghi di truyền (một đột biến thần kinh S247N) mang lại một số kháng với oseltamivir và zanamivir, nhưng không làm giảm đáng kể độ nhạy cảm với peramivir. Nhưng một đột biến virus H274Y cho thấy sự đề kháng với oseltamivir và peramivir, nhưng không phải với zanamivir, và chỉ trong N1 neuraminidase. Cuối cùng, 3,2% (19/599) vi rút pdm09 A (H1N1) được thu thập từ năm 2009 đến 2012 đã giảm sự ức chế peramivir rất cao do đột biến H275Y NA.
Dược phẩm BioCstall đã nộp đơn đăng ký thuốc mới (NDA) cho Cơ quan Quản lý Thực phẩm và Dược phẩm Hoa Kỳ (FDA) để tiêm tĩnh mạch peramivir vào tháng 12 năm 2013. Peramivir (Rapivab) đã được phê duyệt cho tiêm tĩnh mạch vào tháng 12 năm 2014.